# Těšínit
Těšínit (mezinárodní název teschenite) je vyvřelá hornina, kterou poprvé popsal Ludwig Hohenegger v roce 1861, nazval jej podle místa výskytu Těšína. Tyto horniny se odborně nazývají horniny těšínitové asociace. Původní název byl tchesenit a až v roce 1892 použil mineralog Josef Klvaňa název těšínit a roku 1918 profesor František Slavík název ustanovil.
Těšínit je směs ze oliivína, titatonového augitu, labradoritu a analcimitu a dělí se na lugarit a cuyamit.

## Výskyt
V České republice se těšínit vyskytuje primárně v Slezsku. Specifické nálezy se vyskytují v řečišti Ostravice v oblasti Peřeje asi 200 m proti proudu jižně od mostu mezi Baškou a Kunčičkami, v Řepištích v části Vinohrady v zářezu železniční trati 323 ve skalním výchozu na pravém břehu řeky Ostravice nebo v lomu v blízkosti vodní nádrže Žermanice na řece Lučině. Také se vyskytuje v lomu ve Straníku, kde se těžil olivinický těšínit.
Ve světě se vyskytuje ve Skotsku, Portugalsku, Kavkazu, Sibiři, Keně, Myanmaru, Taiwanu, Austrálii a Novém Zélandu.